# Boutros el-Khoury
Boutros el-Khoury, né à Karm Saddé (district de Zghorta, Liban) en 1907 et mort le 18 novembre 1984 à Beyrouth, à l'âge de 77 ans, est un homme d’affaires, banquier et industriel libanais.

## Biographie

### Carrière
Dans les années 1920, Boutros el-Khoury investit dans la jeune société hydro-électrique Al-Kadisha - qui obtient sous le Mandat la concession de l’éclairage du Liban-Nord, de la Vallée du même nom jusqu'à la ville de Tripoli  En 1929, il est élu membre du conseil administratif, puis la concession d'électricité d'Abu Ali est accordée aux Frères Joseph et Sayed Stephan et les deux usines hydro-électriques «La Kadisha» et «Abu Ali» fusionnent.
Il se lance dans le commerce de produits agricoles, en commençant par l’huile d’olive qu’il revend à l’échelle du Nord avant de s’engager dans l’achat et la revente de farine et du blé à l’échelle du pays, dont il négocie le prix du kilo avec le ministère de l’Économie nationale dès la fin des années 1940. Sa préoccupation précoce pour le monde agricole et rural est visible dès son passage au parlement où il est élu à la Commission de l’Agriculture et du Ravitaillement de la Chambre à deux reprises en 1946 et en 1947 ainsi qu’à celle des Travaux Publics en 1947,.
Le 14 mai 1953, il rachète aux actionnaires français des compagnies La Pyrénéenne et La Toulousaine la majorité de leurs actions dans Al-Kadisha et en devient le président.
Il demeure très actif au sein de la Banque du Crédit Agricole, Industriel et Foncier (BCAIF), fondée en 1954, et dont il devint le président administratif à partir de 1958. Lors de la crise des bananiers, causée par la violente tempête du 20 novembre 1964 qui détruit la production de la saison entière, c’est le président de la BCAIF qui proposa d’accorder aux planteurs de bananiers des prêts à long terme afin de pallier la crise.
En 1963, il devient actionnaire au sein de la Société des Ciments Libanais, fondée en 1929 par le patriarcat maronite à Chekka, après avoir fourni à ces usines en 1956, l’électricité nécessaire à leur fonctionnement à travers la société du Bared.

### Activités politiques
Boutros el-Khoury est un fervent partisan de l’investissement des capitaux libanais dans les secteurs industriels, qu’il préconise afin d’accroitre le revenu national et de réduire le chômage. Il est d’ailleurs président de l’Association des Industriels pendant dix ans de 1965 à 1975 et encourage même la création d’un ministère de l’Industrie.

### Secteur bancaire

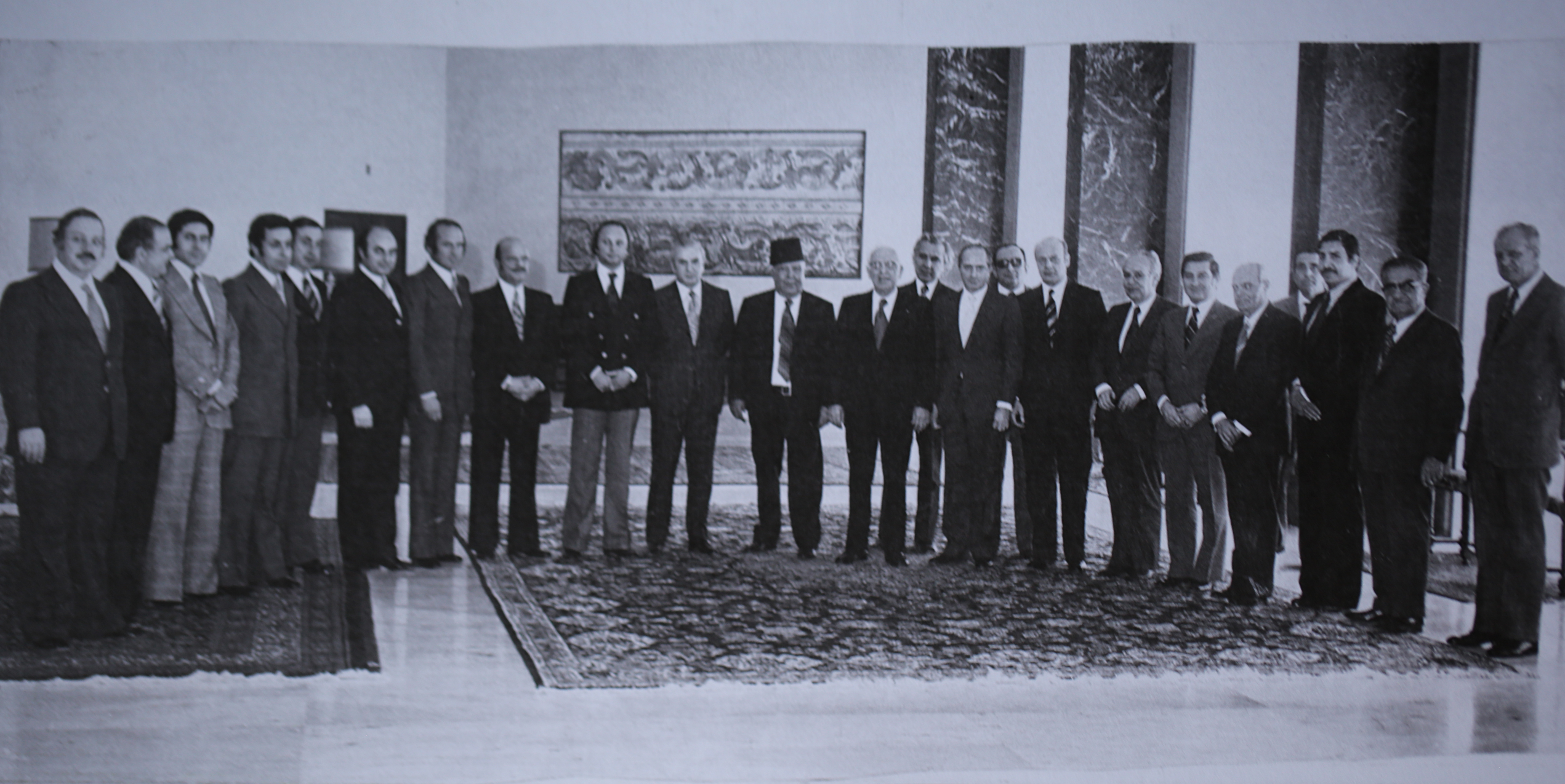
L'Association des Industriels libanais avec le president libanais Soleimane Frangié.

Il participe aux activités d'el-Khoury dans le secteur bancaire libanais à partir des années 1950 de l’industrie bancaire locale, qui eut lieu à la même époque.

En mai 1960, il négocia un prêt de 5 millions de dollars avec Washington au profit de la BCAIF, grâce aux négociations qu’il mène personnellement avec M. Hart Perry, directeur de l’institution bancaire américaine dite Fonds de Crédit. De la même manière, les négociations qu’il mène avec les États-Unis en 1964 à travers la BCAIF, pour l’obtention d’un prêt américain en blé, aboutissent en Juillet 1966 à un accord de prêt de 17 millions USD, conclu entre Washington et le gouvernement libanais. 

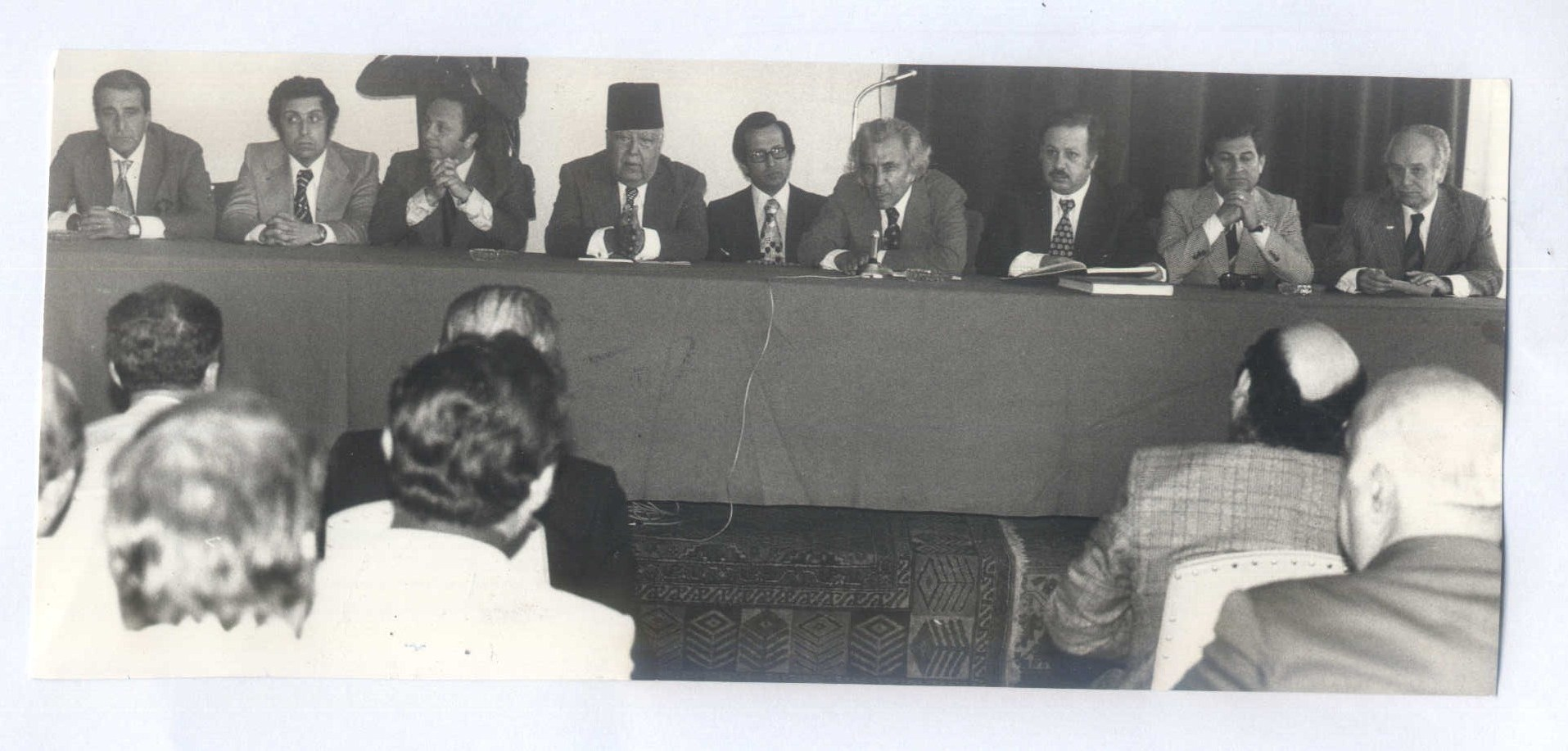
Conférence de presse de l'Association des Industriels libanais.

Lors du problème de l’écoulement fruitier de juin 1966, il condamne les mesures de l’Union des Agriculteurs – défendues par Kamal Joumblatt et les partis de gauche - perçue comme une tentative de nationaliser le commercer fruitier. Boutros el-Khoury défend tout autant les intérêts des industriels et des capitalistes.

### Crise de 1974 et guerre civile
L’autorité et l’influence accumulées par le Boutros el-Khoury au cours des années au sein de l’establishment politico-économique apparaît clairement lors de la crise sociale de 1974. En effet, dans le contexte de l’agitation sociale qui ébranle le pays au début des années 1970, la CGTL proteste contre la détérioration des conditions de vie, et adresse à l’État en Juin 1974 une liste de revendications dont l’amendement de l’article 50 du Code de Travail, autorisant le licenciement arbitraire.

## Galerie

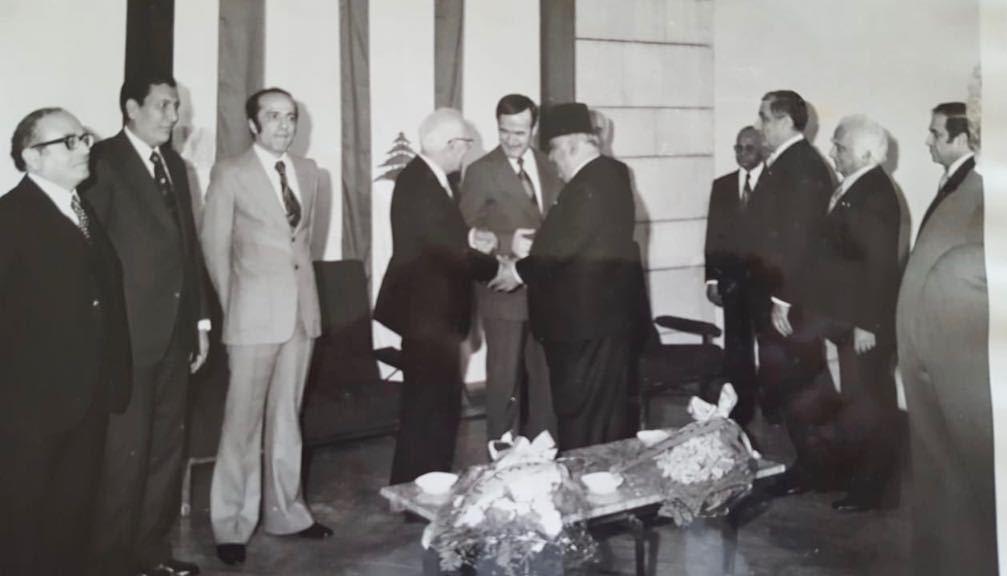
Avec le président libanais Soleimane Frangié et le président syrien Hafez el-Assad, le 7 Janvier 1975.
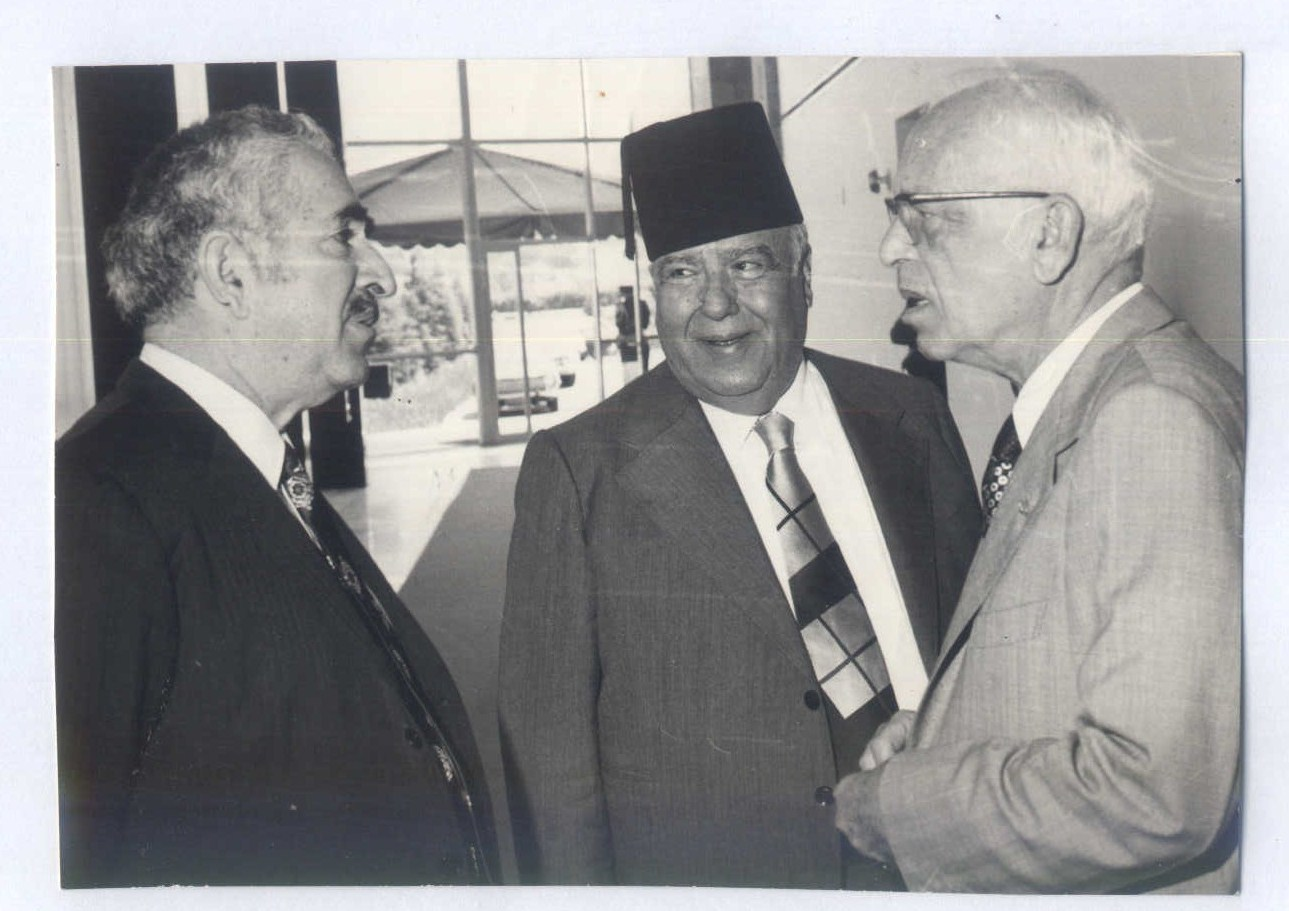
Avec le président libanais Soleimane Frangié et le premier ministre libanais Rachid Karamé.
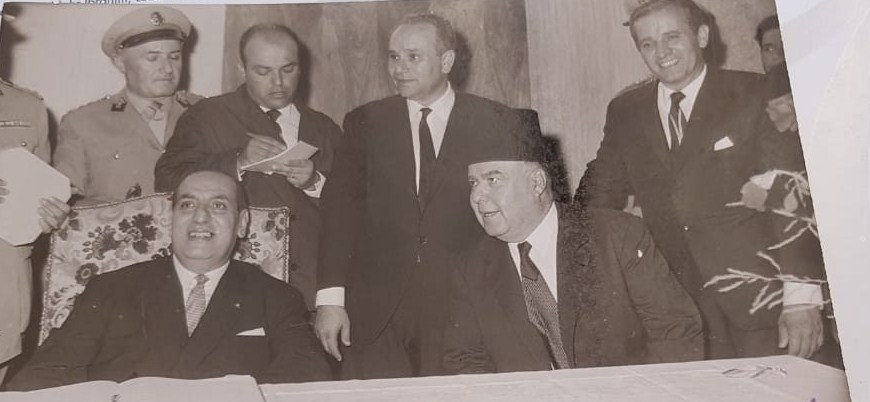
Avec le président libanais Charles Hélou.
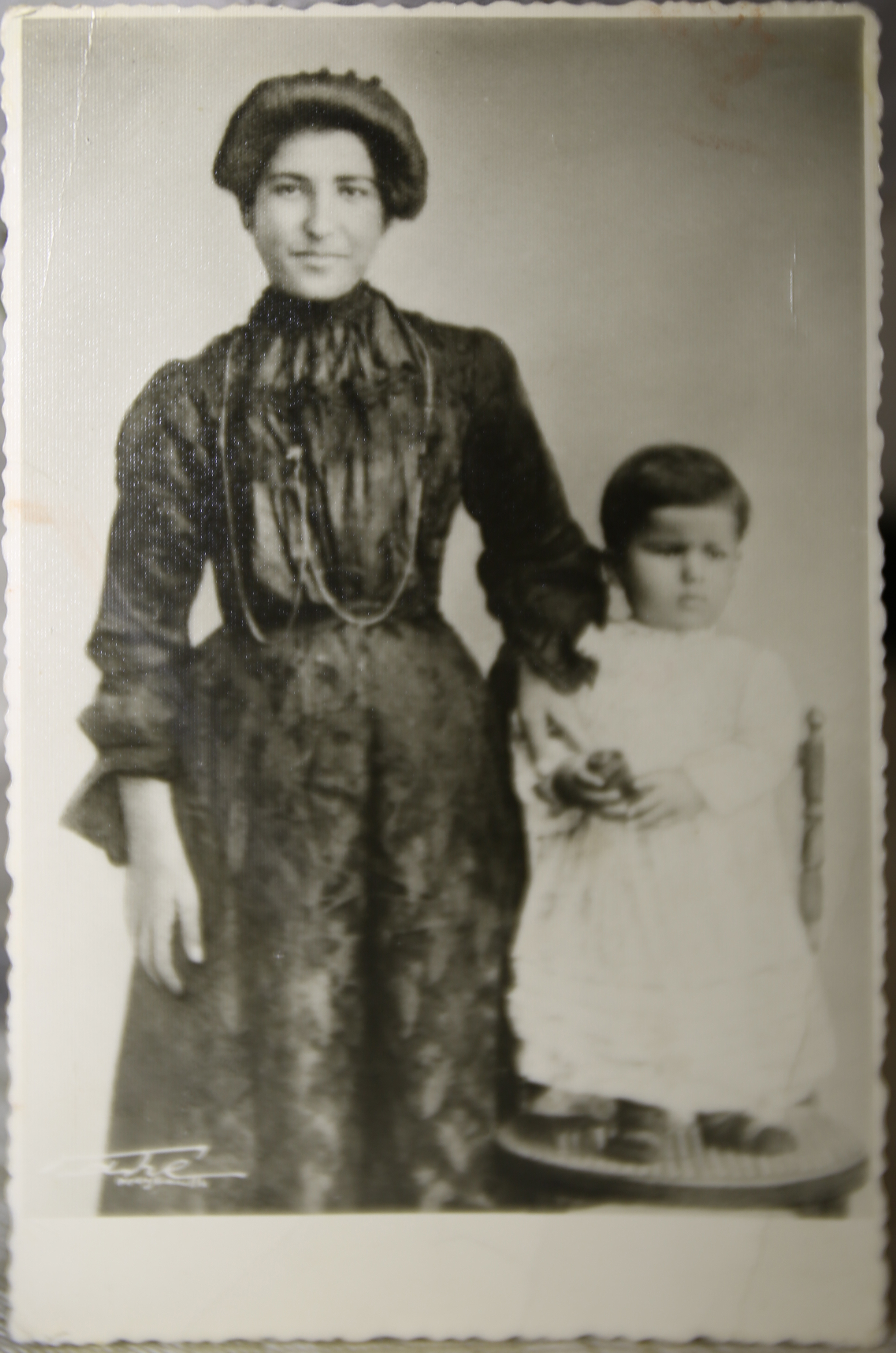
Boutros el-Khoury enfant, en compagnie de sa mère.
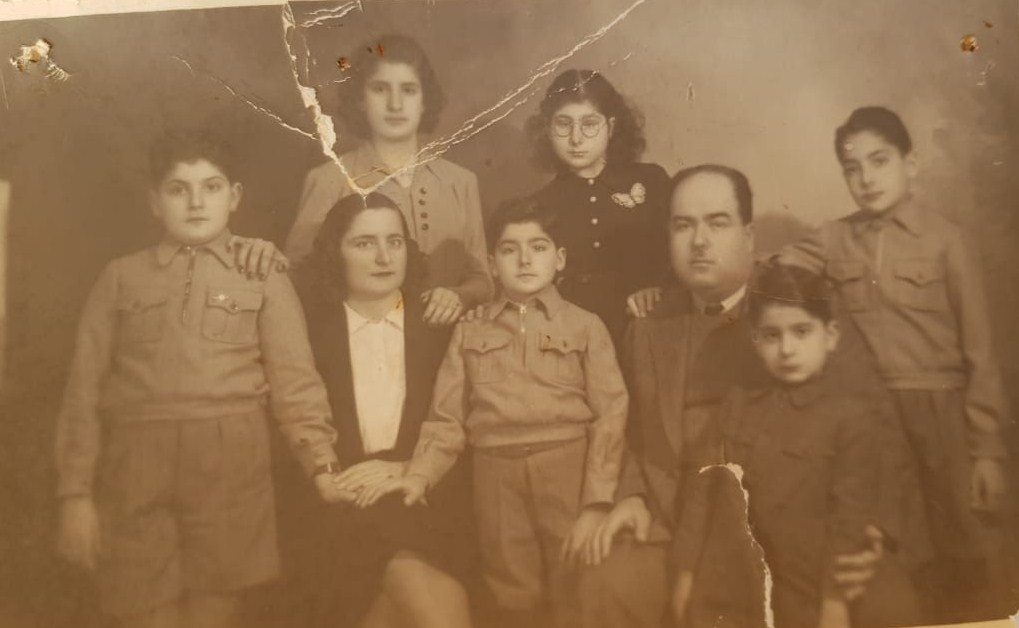
Avec sa femme et ses enfants.
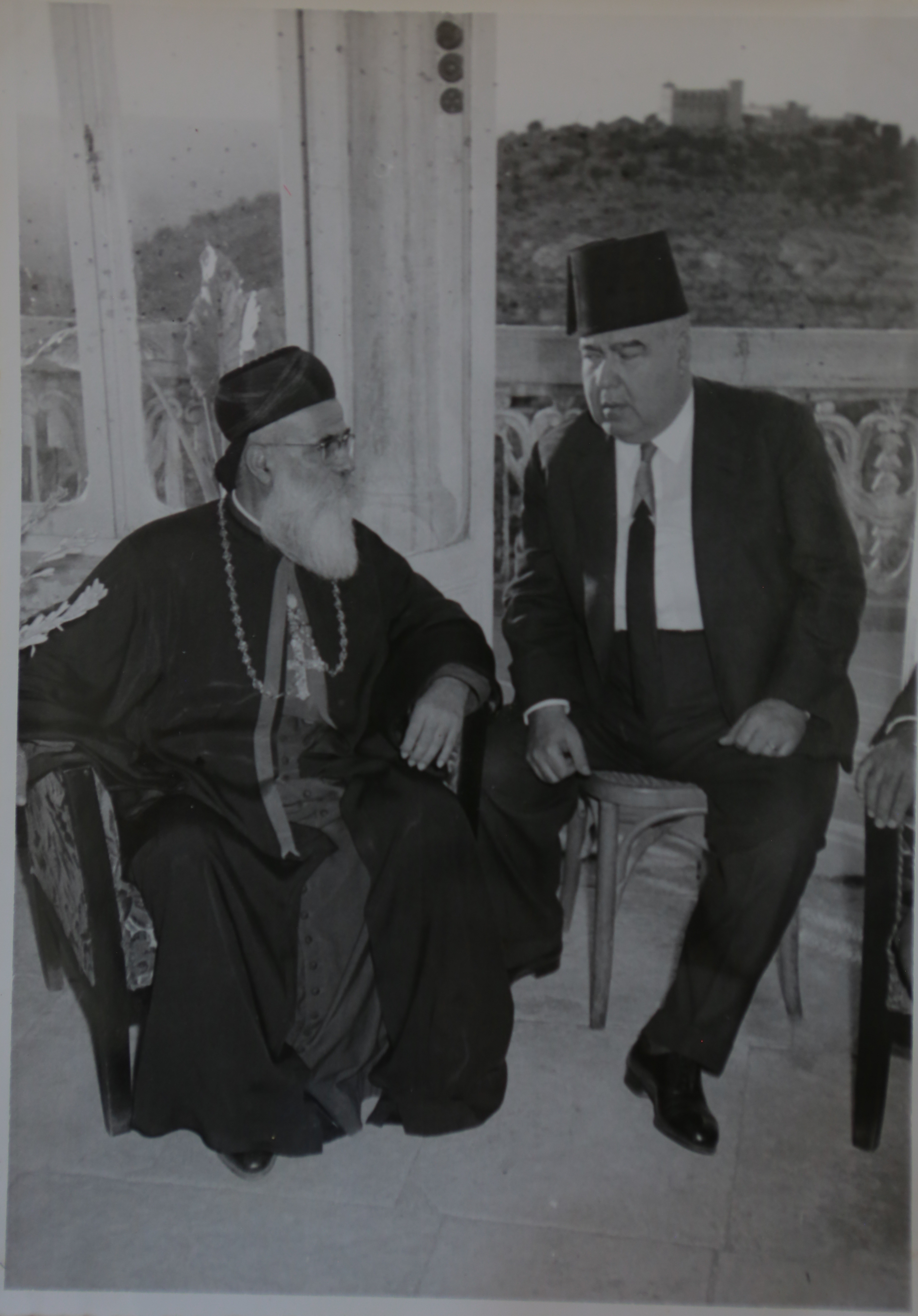
En compagnie de l'évêque maronite Antoine Abed dans la residence de Boutros El-Khoury, avec en arrière plan le monastère de Mar Yaacoub.
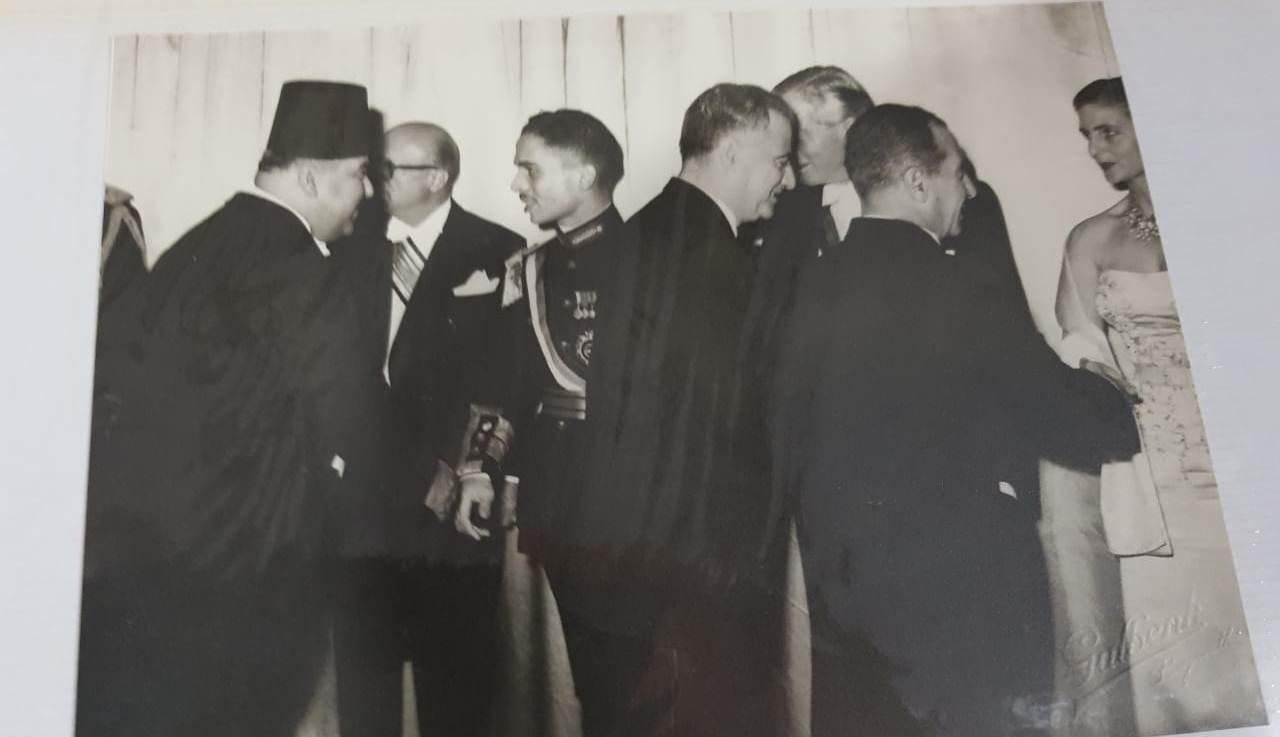
Saluant le roi Hussein de Jordanie.
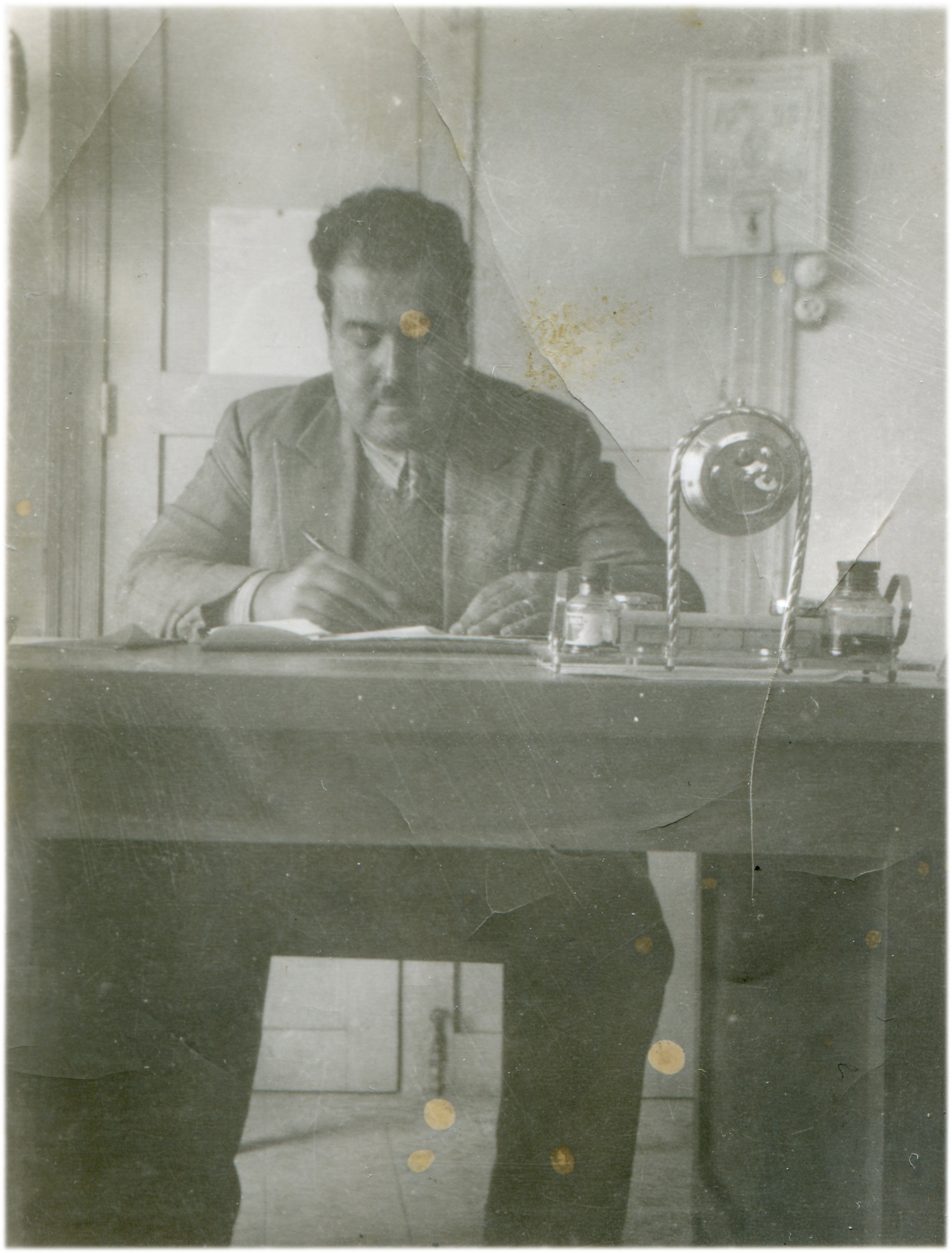
Boutros el-Khoury dans sa jeunesse.